# Saison 3 de The Glades
Chronologie
Saison 2 Saison 4
Cet article présente le guide des épisodes de la troisième saison de la série télévisée The Glades.

## Généralités
- Cette saison a été lancée aux États-Unis le 3 juin 2012 sur la chaîne câblée A&E.
- En France, M6 diffuse la saison depuis le 26 janvier 2013[1].
- Au Québec, elle est diffusée à partir du 26 août 2013 sur AddikTV[2].

## Distribution

### Acteurs principaux
- Matt Passmore (VF : Jérôme Rebbot) : Jim Longworth
- Kiele Sanchez (VF : Charlotte Marin) : Callie Cargill
- Carlos Gómez (VF : Philippe Catoire) : Dr Carlos Sanchez
- Michelle Hurd (VF : Élisabeth Fargeot) : Colleen Manus
- Uriah Shelton (VF : Tom Trouffier) : Jeff Cargill (épisodes 1 à 4, 7 et 8)
- Jordan Wall (en) (VF : Fabrice Fara) : Daniel Green

### Acteurs récurrents
- Taylor Cole (VF : Chloé Berthier) : Jennifer Starke[3] (épisodes 3 à 10)
- Kayla Mae Maloney (VF : Geneviève Doang) : Dr Miranda Buckley (5 épisodes)
- Nicholas Richberg (VF : Gilduin Tissier) : Collier Weiss (épisodes 6 à 8)
- Matthew Horohoe (VF : Thierry Bourdon) : Jason Elkins (épisodes 7 et 8)
- Debby Ryan : Christa Johnson[4] (épisode 8)

## Épisodes

### Épisode 1:Rencontre d'un certain type
- États-Unis : 3 juin 2012 sur A&E[5]
- France : 26 janvier 2013 sur M6[1]
- Belgique : 2 août 2013 sur RTL-TVI
- Québec : 26 août 2013 sur AddikTV

- États-Unis : 3,11 millions de téléspectateurs[6] (première diffusion)
- France : 2,52 millions de téléspectateurs[7] (première diffusion)

- Brian Patrick Wade (Sean Simmons)

### Épisode 2:Le Chant des sirènes
- États-Unis : 10 juin 2012 sur A&E
- France : 26 janvier 2013 sur M6
- Belgique : 2 août 2013 sur RTL-TVI
- Québec : 2 septembre 2013 sur AddikTV

- États-Unis : 2,90 millions de téléspectateurs[8] (première diffusion)
- France : 2,35 millions de téléspectateurs[7] (première diffusion)

### Épisode 3:Jim's Anatomy
- États-Unis : 17 juin 2012 sur A&E
- France : 2 février 2013 sur M6
- Belgique : août 2013 sur RTL-TVI
- Québec : 9 septembre 2013 sur AddikTV

- États-Unis : 2,53 millions de téléspectateurs[9] (première diffusion)
- France : 2,14 millions de téléspectateurs[10] (première diffusion)

### Épisode 4:La Vérité nue
- États-Unis : 24 juin 2012 sur A&E
- France : 2 février 2013 sur M6
- Québec : 16 septembre 2013 sur AddikTV

- États-Unis : 3,11 millions de téléspectateurs[11] (première diffusion)
- France : 2,10 millions de téléspectateurs[10] (première diffusion)

### Épisode 5:La Guerre des restaurants
- États-Unis : 1er juillet 2012 sur A&E
- France : 2 février 2013 sur M6
- Québec : 23 septembre 2013 sur AddikTV

- États-Unis : 2,51 millions de téléspectateurs[12] (première diffusion)
- France : 1,80 million de téléspectateurs[10] (première diffusion)

### Épisode 6:Apparences trompeuses
- États-Unis : 8 juillet 2012 sur A&E
- France : 9 février 2013 sur M6
- Québec : 30 septembre 2013 sur AddikTV

- États-Unis : 3,19 millions de téléspectateurs[13] (première diffusion)
- France : 2,50 millions de téléspectateurs[14] (première diffusion)

### Épisode 7:Au-dessus des lois
- États-Unis : 15 juillet 2012 sur A&E
- France : 9 février 2013 sur M6
- Québec : 7 octobre 2013 sur AddikTV

- États-Unis : 3,38 millions de téléspectateurs[15] (première diffusion)
- France : 2,40 millions de téléspectateurs[14] (première diffusion)

### Épisode 8:Fontaine de jouvence
- États-Unis : 22 juillet 2013 sur A&E
- France : 9 février 2013 sur M6
- Québec : 14 octobre 2013 sur AddikTV

- États-Unis : 3,18 millions de téléspectateurs[16] (première diffusion)
- France : 1,90 million de téléspectateurs[14] (première diffusion)

### Épisode 9:Islandia
- États-Unis : 5 août 2012 sur A&E
- France : 16 février 2013 sur M6
- Québec : 21 octobre 2013 sur AddikTV

- États-Unis : 3,09 millions de téléspectateurs[17] (première diffusion)
- France : 2,37 millions de téléspectateurs[18] (première diffusion)

### Épisode 10:La Dernière Vague
- États-Unis : 12 août 2012 sur A&E
- France : 16 février 2013 sur M6
- Québec : 28 octobre 2013 sur AddikTV

- États-Unis : 3,10 millions de téléspectateurs[19] (première diffusion)
- France : 2,40 millions de téléspectateurs[18] (première diffusion)